# Tasmaniacris
Tasmaniacris is een geslacht van rechtvleugeligen uit de familie veldsprinkhanen (Acrididae). De wetenschappelijke naam van dit geslacht is voor het eerst geldig gepubliceerd in 1932 door Sjöstedt.

## Soorten
Het geslacht Tasmaniacris  is monotypisch en omvat slechts de volgende soort:
- Tasmaniacris tasmaniensis (Bolívar, 1898)